# Полиция долины Темзы

Территория «Темз Вэлли Полис» на карте Англии.

Полиция долины Темзы, Полиция Темс-Валли, Темс-Валли-Полис (англ. Thames Valley Police) — территориальное отделение полиции Великобритании в графствах Бакингемшир, Беркшир и Оксфордшир. Штаб-квартира в деревне Кидлингтон вблизи Оксфорда. Главный констебль — Ясон Хогг (с 2023).

## История
Территориальное отделение было образовано в 1968 году согласно Закону о полиции (1964) путём объединения Полиции Бакингемшира, Полиции Беркшира, Полиции Оксфордшира, Полиции Оксфорда и Полиции Рединга.
В 1987 году полицейский Роджер Беретон был застрелен Майклом Робертом Райаном, совершившим массовое убийство в Хангерфорде.

## Главные констебли
- Томас Ходжсон (1968—1970)
- Дэвид Холдсуорт (1970—1978)
- Питер Имберт[англ.] (1979—1985)
- Колин Смит (1985—1991)
- Чарльз Поллард (1991—2002)
- Питер Нейруд[англ.] (2002—2007)
- Сара Торнтон[англ.] (2007—2015)
- Фрэнсис Хабгуд[англ.] (2015—2019)
- Джон Кэмпбелл (2019—2023)
- Джейсон Хогг (2023—н.в.)

## Территория
Темз Вэлли Полис осуществляет свою деятельность на территории графств Бакингемшир, Беркшир и Оксфордшир общей площадью 5 700 км² и населением более двух миллионов человек. Граничит на востоке с полицией Бедфордшира, Хартфордшира и Службой столичной полиции, на юго-востоке с полицией Суррея, на юге с полицией Хэмпшира, на западе с полицией Уилтшира и Глостершира, на северо-западе с полицией Уорикшира, на севере с полицией Нортгемптоншира.

## Музей

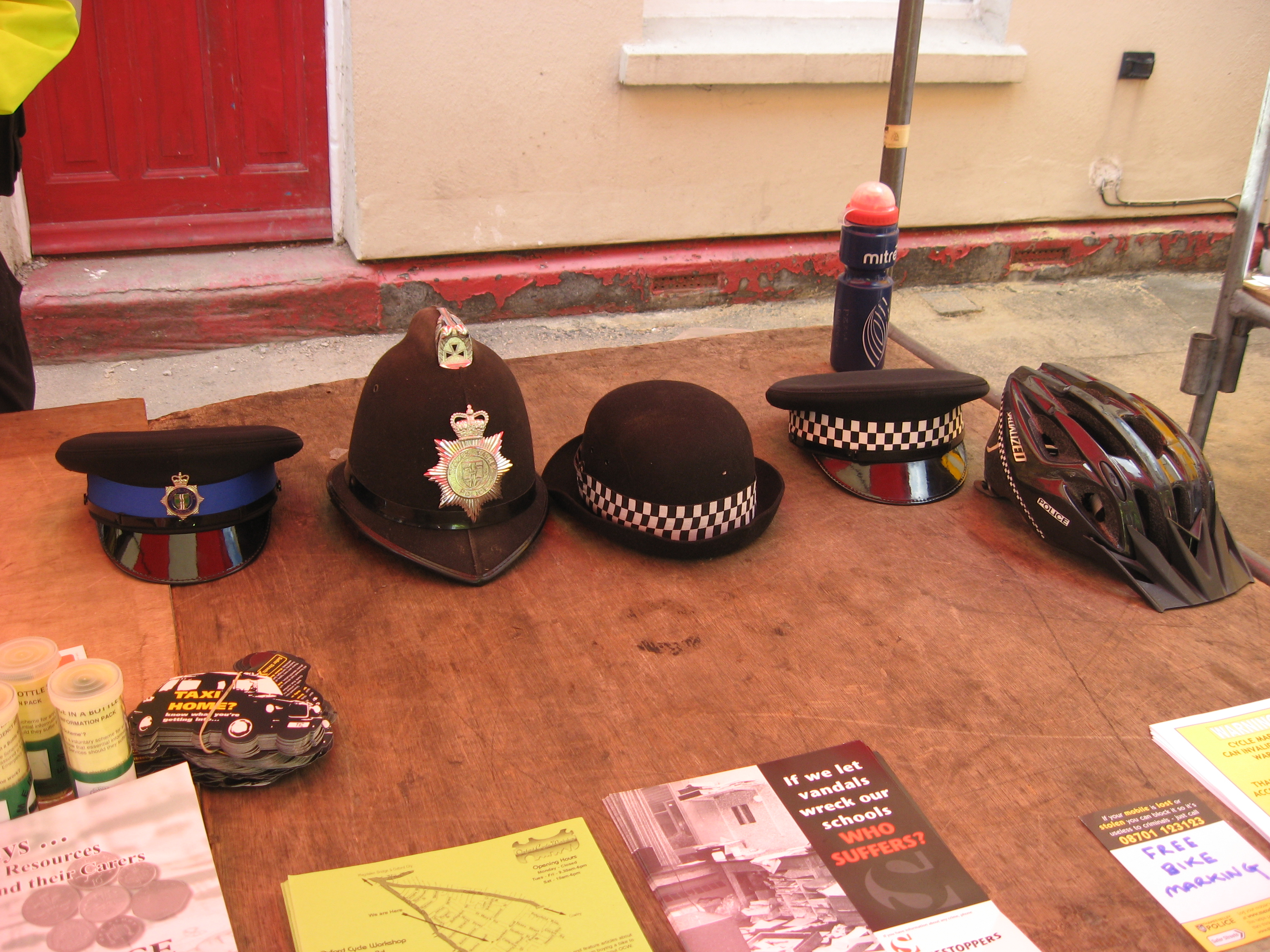
Головные уборы полиции «Темз Вэлли»

Отдел располагает собственным музеем в деревне Салемстед в Западном Беркшире. Музей находится в бывшем главном здании Полиции Беркшира. В коллекции музея есть экспонаты, посвящённые ограблению поезда в 1963 году в Бакингемшире.

## В массовой культуре
Вымышленный персонаж Инспектор Морс, герой детективных романов и телевизионного сериала, возглавляет отдел уголовных расследований в отделении Темз Вэлли.
В 1982 году Роджер Граеф создал документальный фильм «Полиция» о деятельности Темз Вэлли Полис.